# Propitious Esculent: The Potato in World History
Propitious Esculent: The Potato in World History est un livre en langue anglaise de John Reader qui souligne le rôle joué par la pomme de terre (désignée par esculent -comestible- dans le titre) dans l'histoire mondiale.
Cet essai est paru en 2008, proclamée Année internationale de la pomme de terre par les Nations unies.
La pomme de terre a été présente dans les grands événements des 500 dernières années et les a influencés.  
Ceux-ci incluent les moments historiques de découverte et de changement culturel qui ont conduit à la mondialisation actuelle.
La pomme de terre a une unique région d'origine ; la façon dont elle s'est déplacée de lieu en lieu a eu un effet sur la diversité des tubercules et sur les gens et les lieux qui les ont reçus. 
Le livre de John Reader vise à contextualiser la pomme de terre dans l'histoire mondiale.
Dans le Propitious Esculent, John Reader présente les informations et les idées en s'appuyant sur les travaux de deux importants spécialistes : Redcliffe N. Salaman et William H. McNeill. 
En 1949, Redcliffe Salaman a écrit un live intitulé The History and Social Influence of the Potato.  
Après avoir publié deux ouvrages influents The Rise of the West (1963) et Plagues and Peoples (1976), William McNeill publia en 1999 un essai intitulé How the Potato Changed the World’s History .  
John Reader décrit leur contribution à la compréhension du développement et du rôle de la pomme de terre dans le monde moderne.  
Il combine ensuite leurs publications avec des informations plus récentes venant des domaines de la génétique et de l'histoire de la fin du XXe siècle pour une compréhension plus complète du rôle joué par la pomme de terre sur la scène mondiale.

## Synopsis
John Reader organise son exploration de la pomme de terre en trois parties : Amérique du Sud, Europe, Monde.

### Amérique du Sud
La première partie décrit les milieux, les Andes et l'altiplano, dans lesquels la pomme de terre s'est développée.  
Dans le passé, il y a au moins 3 000 ans, les habitants de ces régions ont commencé à tirer profit de cette plante naturellement disponible.  
Avec le temps, l'action de l'homme a amélioré une plante à fleurs produisant un tubercule intéressant sur le plan nutritionnel et d'une saveur agréable, tubercule qui est devenu un élément important du régime alimentaire humain.
John Reader consacre plusieurs pages à la description de la manière par laquelle les Espagnols ont établi des colonies et bâti un empire en Amérique du Sud pour extraire les ressources minières et exploiter la main d'œuvre disponible.  
Il déroule la chronologie des événements et démontre qu'il fallut plusieurs décennies pour que la valeur de la pomme de terre devienne évidente aux yeux des Européens.
Au cours de cet exposé, John Reader décrit aussi les conditions actuelles de la culture de la pomme de terre dans les régions andines.

### Europe
Dans la seconde partie de l'ouvrage, l'auteur retrace le voyage de la pomme de terre à travers l'océan Atlantique.  
Les diverses étapes dans les îles de l'Atlantique ont donné à la plante le temps de s'adapter à des environnements et à des longueurs de jour différents. John Reader dédie de nombreuses pages pour déterminer qui a reçu la pomme de terre en premier et où elle fut d'abord cultivée ainsi que les progrès de sa consommation.  
Cela ressemble à un Western enraciné dans une compétition basique.  
Cependant, la reconstitution de cette chronologie particulière illustre les chaines d'approvisionnement, le développement économique, les changements culturels (y compris les méthodes et théories scientifiques) et les évolutions biologiques.
En Europe, la pomme de terre ne fut pas immédiatement bien accueillie. John Reader examine comment elle fut accusée de causer la lèpre ou d'autres maladies et ensuite comment la perception de la pomme de terre par les groupes culturels se retourna et comment elle devint un aliment totalement sain.
La pomme de terre est aussi au centre des changements démographiques et culturels et cela apparaît le plus clairement dans le cas de l'Irlande.  
L'explication de John Reader sur ce qui s'est passé pendant la Grande famine en Irlande de 1845 à 1850 détaille les processus socio-politiques de cette période.  
Le Propitious Esculent propose que le destin de l'Irlande ne fut pas seulement déterminé par un champignon mais qu'il fut le résultat d'une chaîne de décisions gouvernementales mises en œuvre à cause des propriétés de la pomme de terre.  

### Monde
Dans la dernière partie de l'ouvrage, John Reader met en relief l'expansion mondiale de la pomme de terre et explique comment les gens dans le monde entier ont poursuivi l'étude de la pomme de terre pour protéger son patrimoine génétique. 
La pomme de terre s'est répandue avec succès en partie grâce aux leçons tirées de l'expérience de la Grande famine en Irlande à l'issue de laquelle biologistes et agriculteurs ont créé des méthodes pour prévenir la maladie induite par ce champignon.  
Le second point, la préservation du patrimoine génétique, est particulièrement important vu qu'une partie aussi importante de la population mondiale dépend de la pomme de terre pour son alimentation régulière.  
Étant donné la longue période d'intervention humaine dans l'amélioration de la pomme de terre, elle a des  propriétés génétiques qui sont devenues rares aussi bien que des faiblesses dans son code génétique qui se traduisent par des défauts dans différentes parties de la plante.  
En partageant les connaissances  et les ressources mondiales, les biologistes, écologistes et anthropologistes du CIP (Centre international de la pomme de terre) assurent la conservation des variétés de pomme de terre.